# Piero Focaccia
Piero Focaccia (* 5. Februar 1944 in Cervia) ist ein italienischer Sänger, der vor allem in den 1960er-Jahren erfolgreich war. 

## Leben und Werk
Seine Laufbahn begann auf Festivals und Straßenfesten der romagnolischen Riviera, nachdem er 1962 einen Plattenvertrag mit der Compagnia Generale del Disco erhalten hatte.
1963 verzeichnete er seinen größten Erfolg mit Stessa spiaggia, stesso mare. Der von Mogol und Piero Soffici geschriebene Titel war eigentlich für Edoardo Vianello gedacht, der kurz davor seine Zusammenarbeit mit Mogol begann, aber der römische Cantautore wollte sie damit nicht am Anfang belasten, zumal er im gleichen Jahr großen Erfolg mit den beiden selbstkomponierten Liedern I Watussi und Abbronzatissima hatte. Focaccia bekam auch den Song, weil er im gleichen Jahr seinen Beruf als Bademeister aufgab. Aber vor allem war es die Aufnahme mit Mina im gleichen Jahr, die daraus den Erfolg des Sommers machte.
1964 nahm Focaccia am Festival di Sanremo mit L’inverno cosa fai? teil, erreichte aber nicht das Finale; im selben Jahr ging er beim Cantagiro mit Mia sorella ins Rennen.
Nach einigen weniger verkauften Platten landete er 1970 wieder einen Sommerhit, Permette signora, mit dem er am Sommerfestival Un disco per l’estate teilnahm und das Finale erreichte. Er kehrte zum Sanremo-Festival 1971 mit Santo Antonio, Santo Francisco (von Paolo Conte) zurück und 1974 mit Valentintango, beide Male schied er im Finale aus. Dreimal kehrte er zu Un disco per l'estate zurück: 1971 mit Zacchete, im folgenden Jahr mit Il sabato a ballare und 1973 mit Girotondo.
In seinem Leben war er in drei Autounfälle verwickelt. Beim ersten 1965 landete er während eines Urlaubs vom Militärdienst im Portocanale von Cesenatico. Beim zweiten lag er 1967 neun Tage im Koma und erlitt einen Oberschenkelbruch. Der schwerste war 1976 auf der Rückfahrt von einer Abendveranstaltung. Das Auto kam von der Straße ab. Er brach sich das Knie, jedoch seine Musikerfreunde starben. Nach diesem Unfall wollte er dem Showbusiness zehn Jahre lang fernbleiben.
Er wirkte auch in einigen Filmen als Schauspieler mit, zum Beispiel 1972 in La bella Antonia, prima monica e poi dimonia von Mariano Laurenti, in dem er La mutanda-nda sang.

## Diskografie

### Alben
- 1990: Scusate il mio fascino
- 1997: Permette signora

### Singles
- 1962: Quel pappagallo / Sai
- 1963: Un cappotto rivoltato / Portala in cantina
- 1963: Stessa spiaggia, stesso mare / Portala in cantina
- 1963: Appuntamento sulla neve (alla fine dell’estate) / Chi t’ha detto che piangevo
- 1964: L’inverno cosa fai? / Piangere non si può
- 1964: Noi della greffa / Papà non fare un dramma
- 1964: Mia sorella / Nel tuo cortile
- 1965: Scarpe grosse e cervello fino / Questione di mentalità
- 1967: Non ho più paura dell’ombra / Annalisa
- 1970: Permette signora / Suono la fisarmonica
- 1971: Porfirio Villarosa / Teresa non sparare
- 1971: S. Antonio, S. Francisco / Eva Eva Eva
- 1971: Gangster’s Party / Suono la fisarmonica
- 1971: Zacchete / Succede
- 1972: Il sabato a ballare / La spia
- 1974: Valentintango / Farei anche il meccanico
- 1978: Amore un corno / L’orchestra suona